# NGC 5672
NGC 5672 је спирална галаксија у сазвежђу Волар која се налази на NGC листи објеката дубоког неба.
Деклинација објекта је + 31° 40' 13" а ректасцензија 14h 32m 38,5s. Привидна величина (магнитуда) објекта NGC 5672 износи 13,4 а фотографска магнитуда 14,2. NGC 5672 је још познат и под ознакама IC 1030, UGC 9354, MCG 5-34-68, CGCG 163-77, IRAS 14305+3153, PGC 51964.